# 矿建街道
矿建街道，是中华人民共和国河南省平顶山市舞钢市下辖的一个乡镇级行政单位。

## 行政区划
矿建街道下辖以下地区：
矿源社区、张楼村、赵案庄村和张我庄村。